# William J. O’Brien

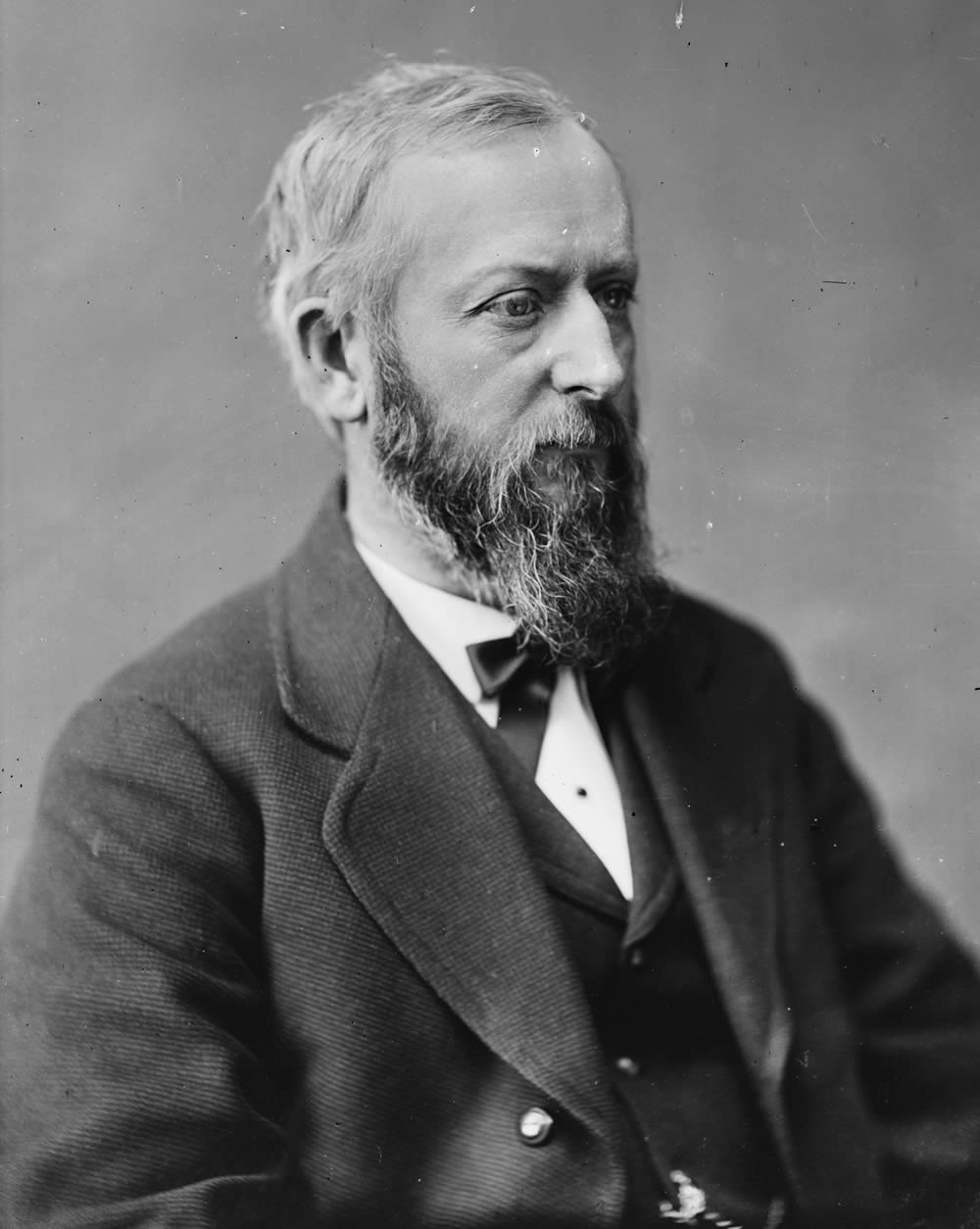
William J. O’Brien

William James O’Brien (* 28. Mai 1836 in Baltimore, Maryland; † 13. November 1905 ebenda) war ein US-amerikanischer Politiker. Zwischen 1873 und 1877 vertrat er den Bundesstaat Maryland im US-Repräsentantenhaus.

## Werdegang
William O’Brien besuchte die öffentlichen Schulen seiner Heimat sowie das Old St. Mary’s College in Baltimore. Nach einem anschließenden Jurastudium und seiner 1858 erfolgten Zulassung als Rechtsanwalt begann er in Baltimore in diesem Beruf zu arbeiten. Gleichzeitig schlug er als Mitglied der Demokratischen Partei eine politische Laufbahn ein. Bei den Kongresswahlen des Jahres 1872 wurde er im dritten Wahlbezirk von Maryland in das US-Repräsentantenhaus in Washington, D.C. gewählt, wo er am 4. März 1873 die Nachfolge von Thomas Swann antrat. Nach einer Wiederwahl konnte er bis zum 3. März 1877 zwei Legislaturperioden im Kongress absolvieren. Im Jahr 1876 verzichtete er auf eine weitere Kandidatur.
Nach dem Ende seiner Zeit im US-Repräsentantenhaus praktizierte William O’Brien wieder als Anwalt. Seit 1901 war er Richter an einem Vormundschaftsgericht für Waisenkinder in Baltimore. Er starb am 13. November 1905 in seiner Heimatstadt Baltimore, wo er auch beigesetzt wurde.